# 切爾沃內波萊 (基輔州)
50°2′17″N 30°17′11″E / 50.03806°N 30.28639°E
切爾沃內波萊（烏克蘭語：Червоне Поле）是位於烏克蘭北部的村莊，由基辅州奧布希夫區的瓦西利基夫市鎮負責管轄。該村面積0.58平方公里，海拔高度194米，2001年人口56，人口密度每平方公里95.9人。